# 王者再臨
《王者再临》（英語：The Return of the King）是英国作家J·R·R·托尔金《魔戒》系列奇幻小说的第三部。它描述了作者虚构的中土大陸上发生的事情。本作品于1955年10月20日在英国出版第一版。

## 情节
隨著哈比族人佛羅多與山姆和咕魯前往末日山脈，巫師甘道夫、精靈射手勒苟拉斯、矮人金靂、法拉墨也積極對抗索倫魔君，捍衛中土大陸，直到最後西瑞安迪爾的陷落，亞拉岡拾起王者之劍，重掌剛鐸王位，並在帕蘭平原展開最後的戰役。

## 評價
在1956年的《紐約時報書評》中，詩人W·H·奧登撰文對《王者再臨》大加讚譽。

## 改編作品
在1980年被改編為動畫電影《王者再臨》，於ABC播出。
由彼得·傑克森執導、新線影業發行的改編電影《魔戒三部曲：王者再臨》於2003年上映。該片在第76屆奧斯卡金像獎贏得了11項大獎，創下歷史紀錄。
傑克森的電影上映後，美商藝電發布了電子遊戲《魔戒三部曲：王者再臨》。